# Campagne-lès-Hesdin
Campagne-lès-Hesdin – miejscowość i gmina we Francji, w regionie Hauts-de-France, w departamencie Pas-de-Calais.
Według danych na rok 1990 gminę zamieszkiwały 1604 osoby, a gęstość zaludnienia wynosiła 103 osób/km² (wśród 1549 gmin regionu Nord-Pas-de-Calais Campagne-lès-Hesdin plasuje się na 424. miejscu pod względem liczby ludności, natomiast pod względem powierzchni na miejscu 117.).